# Случайная женщина
«Случайная женщина» (Пьянящие грёзы свободной любви) (1915) — немой художественный фильм Владимира Гарлицкого, «драма из уголовной хроники наших дней». Фильм снят по одноимённой повести автора сценария.. Фильм не сохранился.

## Сюжет
Банальная история ревности с обливанием соперницы серной кислотой.

## Критика
- «Кино-бюллетень. Указатель просмотренных картин отделом рецензий кинематографического комитета народного комиссариата просвещения» (М., 1918) отозвался о картине в таком духе: «… постановка шаблонна и неинтересна; сцены не связаны между собою, игра банальна».[2]